# Grand Prix de Plumelec-Morbihan Dames 2016
La 6e édition de Grand Prix de Plumelec-Morbihan Dames a eu lieu le 28 mai 2016. La course fait partie du calendrier international féminin UCI 2016 en catégorie 1.1. Elle est remportée par l'Australienne Rachel Neylan.

## Récit de course
La course se conclut par un sprint en côte où s'impose Rachel Neylan.

## Classements

### Classement final
| \| Classement général \| Classement général \| Classement général \| Classement général \| Classement général \| \| Coureuse \| Coureuse \| Pays \| Équipe \| Temps \| \| ------------------ \| ------------------- \| ------------------ \| ------------------------------- \| ------------------ \| \| 1re \| Rachel Neylan \| Australie \| Australie \| 3 h 03 min 41 s \| \| 2e \| Christine Majerus \| Luxembourg \| Luxembourg \| + 0 s \| \| 3e \| Élise Delzenne \| France \| France \| + 0 s \| \| 4e \| Daiva Tušlaitė \| Lituanie \| Lituanie \| + 0 s \| \| 5e \| Ane Santesteban \| Espagne \| Espagne \| + 0 s \| \| 6e \| Audrey Cordon-Ragot \| France \| France \| + 0 s \| \| 7e \| Anna Sanchis \| Espagne \| Espagne \| + 0 s \| \| 8e \| Amélie Rivat \| France \| Poitou-Charentes.Futuroscope.86 \| + 4 s \| \| 9e \| Eugenia Bujak \| Pologne \| BTC City Ljubljana \| + 4 s \| \| 10e \| Svetlana Kuznetsova \| Russie \| Russie \| + 7 s \| |                     |            |                                 |                 |
| |                     |            |                                 |                 |
| Source : Cycling Quotient |                     |            |                                 |                 |
| Classement général |                     |            |                                 |                 |
| Coureuse | Coureuse            | Pays       | Équipe                          | Temps           |
| 1re | Rachel Neylan       | Australie  | Australie                       | 3 h 03 min 41 s |
| 2e | Christine Majerus   | Luxembourg | Luxembourg                      | + 0 s           |
| 3e | Élise Delzenne      | France     | France                          | + 0 s           |
| 4e | Daiva Tušlaitė      | Lituanie   | Lituanie                        | + 0 s           |
| 5e | Ane Santesteban     | Espagne    | Espagne                         | + 0 s           |
| 6e | Audrey Cordon-Ragot | France     | France                          | + 0 s           |
| 7e | Anna Sanchis        | Espagne    | Espagne                         | + 0 s           |
| 8e | Amélie Rivat        | France     | Poitou-Charentes.Futuroscope.86 | + 4 s           |
| 9e | Eugenia Bujak       | Pologne    | BTC City Ljubljana              | + 4 s           |
| 10e | Svetlana Kuznetsova | Russie     | Russie                          | + 7 s           |